# Pau Abad i Piera
Pau Abad y Piera (Sabadell, Vallés Occidental, 15 de julio de 1896 - 10 de diciembre de 1981) fue un inventor e industrial, pionero de la ingeniería electrónica en Cataluña.

## Biografía
De joven Pau Abad trabajó en la mecánica de precisión aplicada a maquinaria textil y a los automóviles y el 1924 fundó una fábrica de aparatos de radio. Vinculado a Radio Asociación de Cataluña, junto con otros investigadores, el 1930 consiguió transmitir una imagen fotográfica por radio. Fue pionero de la ingeniería electrónica en Cataluña. La Guerra Civil paró su actividad en la radiodifusión y volvió a su antiguo oficio.